# 1593

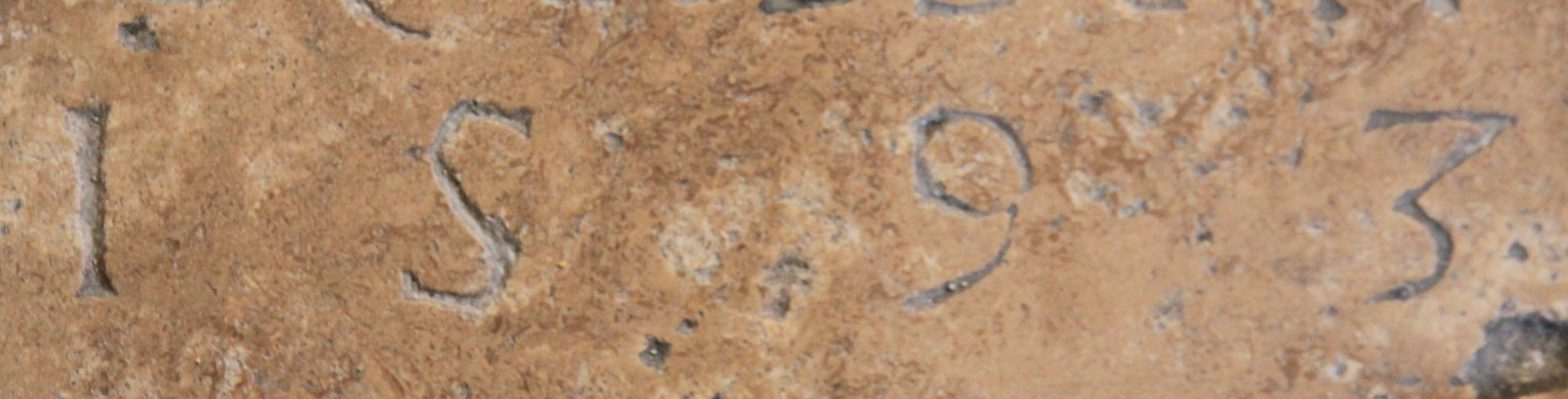
Làpida al monestir de Sant Pere de Besalú

## Esdeveniments
Països Catalans
- Finalitza el mandat de Jaume Caçador i Claret com a President de la Generalitat de Catalunya.
- Finalitza el mandat de Pere de Tamarit i de Salbà com a Conseller en Cap de Barcelona.
- Es funda el Jardí botànic de Montpeller, degà dels jardins botànics de França.

Resta del món
- Comença la construcció de la fortalesa de Jagmanpur per ordres de Jagman Shah Judeo.
- Miquel el Valent ascendeix a Voivoda de Valàquia.

## Naixements
Països Catalans

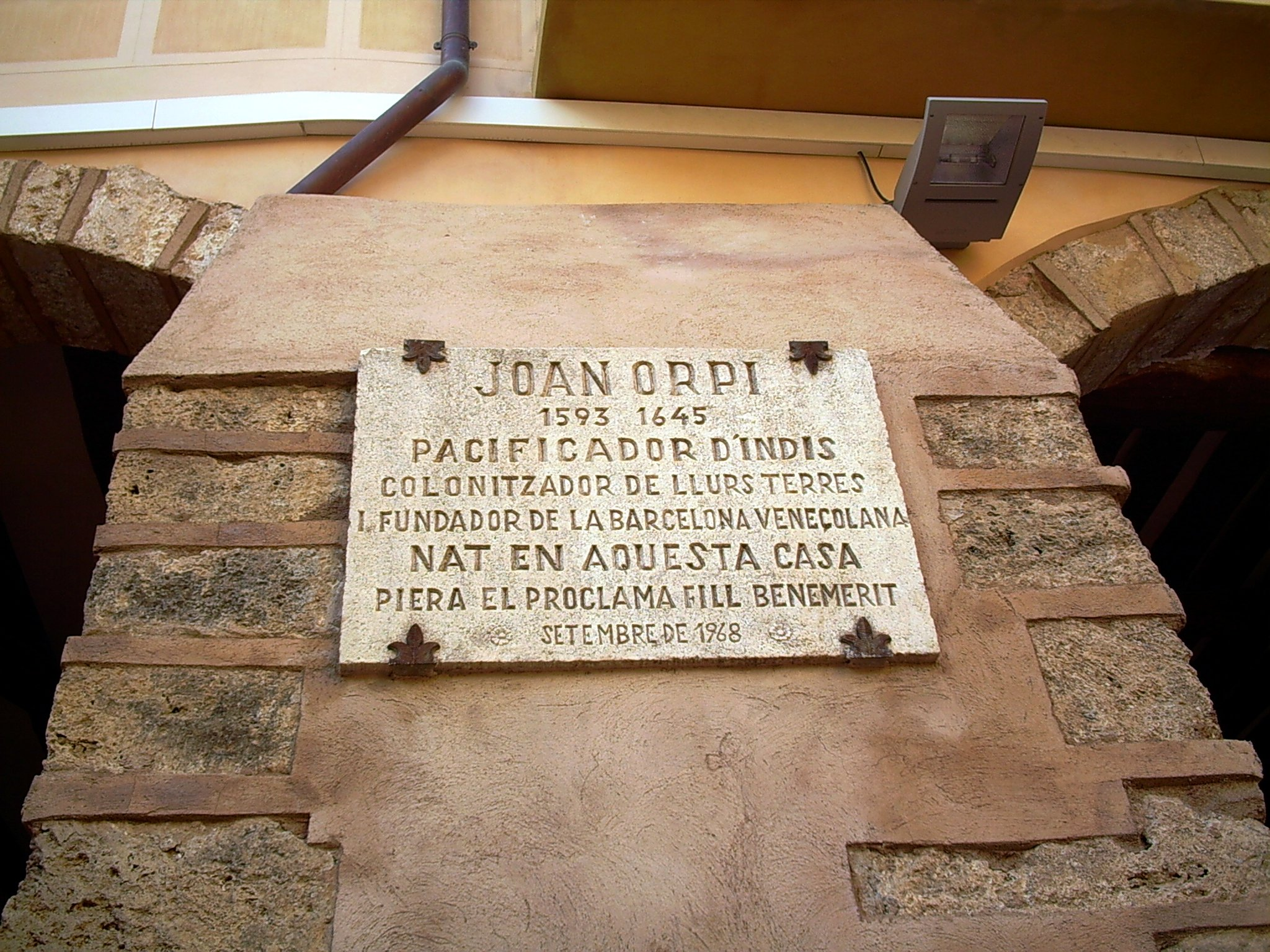
Placa a la casa natal de Joan Orpí

- Piera: Joan Orpí i del Pou, darrer conqueridor de Veneçuela i administrador espanyol.

Resta del món
- 29 de gener, Pàvia (Itàlia): Giacomo Rho, jesuïta italià, matemàtic, missioner a la Xina (m. 1638).

- 13 de març, Vic-sur-Seille: Georges de La Tour, pintor barroc del Ducat de Lorena.
- 3 d'abril, Montgomery, Powys, Gal·les: George Herbert, prevere anglicà gal·lès, poeta en anglès. És venerat com a sant per l'anglicanisme i el luteranisme (m. 1633).[1]
- 19 de maig, Anvers: Jacob Jordaens, pintor barroc flamenc.
- 8 de juliol, Roma: Artemisia Gentileschi, pintora caravaggista italiana (m. vers el 1654).[2]
- 9 d'agost Izaac Walton, escriptor anglès representatiu de la literatura de la Restauració anglesa. The Compleat Angler fou la seva obra més reeixida.
- Culemborg Anthonie van Diemen, administrador colonial neerlandès que va contribuir a consolidar el domini holandès a l'Extrem Orient.
- Laon: Louis Le Nain, pintor francès del Barroc.
- Claudia Rusca, compositora, cantant i organista italiana.

## Necrològiques
Països Catalans

- Lluís de Cardona i Sunyer, Baró de Sant Mori.

Resta del món
- 27 de maig, Alcalá de Henares (Espanya): Alonso Sanchez (jesuïta), jesuïta espanyol, missioner a Mèxic, Filipines i a la Xina (n. 1545).[3]
- 30 de maig, Deptford (Anglaterra): Christopher Marlowe, dramaturg, poeta i traductor de l'època elisabetiana (n. 1564).[4]

- 25 de juny: Michele Mercati, científic que va tenir cura del Jardí Botànic del Vaticà sota els papes Pius V, Gregori XIII, Sixt V, i Climent VIII.
- 1593, (Xina): Li Shizhen, metge, farmacòleg i erudit xinès de la Dinastia Ming (n. 1517).[5]
- Muzaffar Shah III Gudjarati, darrer sultà de Gujarat.
- Giuseppe Arcimboldo, pintor italià, conegut per les seves representacions manieristes del rostre humà a partir de flors, fruites, plantes, animals o objectes.